# Sauris nebulosa
Sauris nebulosa är en fjärilsart som beskrevs av John S. Dugdale 1980. Sauris nebulosa ingår i släktet Sauris och familjen mätare. Inga underarter finns listade.